# پراگونه
در زیست‌شناسی، پَراگونه یا نمونه کاذب (انگلیسی: Paratype) نمونه‌ای از یک گروه شاخص است که گونه‌نام (Holotype) نباشد.
وقتی گیاهی برای اولین بار، نامگذاری می‌گردد، باید نمونه‌ای از آن گیاه در یکی از موسسات گیاه‌شناسی معتبر که به وسیلهٔ مؤلف معرفی شده، نگهداری شود که این نمونه، گونه (Type) نامیده می‌شود و اصطلاحاً به آن گونه‌نام گفته می‌شود. هر گاه مؤلف گیاه به جای یک نمونه، چندین نمونه از گیاه را معرفی کند، یکی از آن‌ها با عنوان گونه‌نام و بقیه با عنوان پراگونه نامیده می‌شوند.
پراگونه هر نمونه‌ای به غیر از گونه شاخص است که توضیحات اولیه در مورد یک گونه یا زیرگونه، بر پایه آن، ارائه شده است.